# Japón en los Juegos Olímpicos de Oslo 1952
Japón estuvo representado en los Juegos Olímpicos de Oslo 1952 por un total de 13 deportistas que compitieron en 5 deportes.  
El equipo olímpico japonés no obtuvo ninguna medalla en estos Juegos.